# Liste von Schiffen der lettischen Marine

Seekriegsflagge der lettischen Marine

Diese Liste enthält Kriegsschiffe der lettischen Marine. Die Liste ist nach Schiffstypen und -klassen geordnet, hinter deren Namen jeweils eine Schiffsliste dieser Klasse folgt. Frühere Namen und Kennungen sind in Klammern hinter die gültigen Namen und Kennungen in der Klasse gesetzt.
In Dienst befindliche Schiffstypen und -klassen bzw. Einheiten sind blau unterlegt.

## Patrouilleneinheiten
| Patrouilleneinheiten                                       | Patrouilleneinheiten                                | Patrouilleneinheiten                                                 | Patrouilleneinheiten                          | Patrouilleneinheiten | Patrouilleneinheiten |
| Klasse                                                     | Schiffe                                             | Schiffe                                                              | Schiffe                                       | Typ                  | Bild                 |
| Klasse                                                     | Kennung                                             | Name                                                                 | Dienstzeit00                                  | Typ                  | Bild                 |
| ---------------------------------------------------------- | --------------------------------------------------- | -------------------------------------------------------------------- | --------------------------------------------- | -------------------- | -------------------- |
| Minensuchboot 1916                                         |                                                     | Virsaitis (ex-M 68)                                                  | 1919–1940                                     | Patrouillenschiff    |                      |
| Projekt 205 (Osa-Klasse)                                   | P-01 0 P-02 P-03                                    | Zibens (ex-Josef Schares) (ex-Heinrich Dorrenbach) (ex-Otto Tost)    | 1993–2001 0 ?                                 | Schnellboot          |                      |
| Storm-Klasse                                               | P-04 (P 973) P-01 (P 966) P-02 (P 972) P-03 (P 979) | Bulta (ex-Traust) Zibens (ex-Djerv) Lode (ex-Hvass) Linga (ex-Gnist) | 1995–2011 0 2001–2012 0 2001–2013 0 2001–2012 | Schnellboot          |                      |
| Skrunda-Klasse                                             | P-05 P-06 P-07 P-08 P-09                            | Skrunda Cēsis Viesīte Jelgava Rēzekne                                | seit 2011 seit 2012 seit 2013 seit 2014       | Patrouillenboot      |                      |
| Common Future Multipurpose Attack Craft (Watercat M18 AMC) |                                                     |                                                                      | 2025 bestellt                                 | Mehrzweck-Kampfboot  | Beispielbild         |

## U-Boote
| U-Boote      | U-Boote | U-Boote       | U-Boote      | U-Boote       | U-Boote |
| Klasse       | Schiffe | Schiffe       | Schiffe      | Typ           | Bild    |
| Klasse       | Kennung | Name          | Dienstzeit00 | Typ           | Bild    |
| ------------ | ------- | ------------- | ------------ | ------------- | ------- |
| Ronis-Klasse |         | Ronis Spīdola | 1927–1940    | Küsten-U-Boot |         |

## Minenabwehreinheiten
| Minenabwehrfahrzeug               | Minenabwehrfahrzeug              | Minenabwehrfahrzeug | Minenabwehrfahrzeug                                       | Minenabwehrfahrzeug | Minenabwehrfahrzeug |
| Klasse                            | Schiffe                          | Schiffe | Schiffe                                                   | Typ                 | Bild                |
| Klasse                            | Kennung                          | Name | Dienstzeit00                                              | Typ                 | Bild                |
| --------------------------------- | -------------------------------- | --- | --------------------------------------------------------- | ------------------- | ------------------- |
| Viesturs-Klasse                   |                                  | Viesturs Imanta | 1926–1940                                                 |                     |                     |
| Projekt 89.2 (Kondor-II-Klasse)   | M-01 0 M-02                      | Viesturs (ex-Kamenz) Imanta (ex-Röbel)                                                                                 | 1994–2008 0 1994–2008                                     | Minensuchboot       |                     |
| Lindau-Klasse                     | M-03                             | Namejs (ex-Völklingen)                                                                                                 | 1999–2008                                                 | Küstenminensuchboot |                     |
| Imanta-Klasse (Tripartite-Klasse) | M-04 0 M-05 0 M-06 0 M-07 0 M-08 | Imanta (ex-Harlingen) Viesturs (ex-Scheveningen) Tālivaldis (ex-Dordrecht) Visvaldis (ex-Delfzijl) Rūsiņš (ex-Alkmaar) | seit 2007 0 seit 2007 0 seit 2008 0 seit 2008 0 seit 2011 | Minenjagdboot       |                     |

## Hilfsschiffe
| Hilfsschiffe    | Hilfsschiffe | Hilfsschiffe         | Hilfsschiffe | Hilfsschiffe                    | Hilfsschiffe |
| Klasse          | Schiffe      | Schiffe              | Schiffe      | Typ                             | Bild         |
| Klasse          | Kennung      | Name                 | Dienstzeit00 | Typ                             | Bild         |
| --------------- | ------------ | -------------------- | ------------ | ------------------------------- | ------------ |
|                 |              | Varonis              | 1927–1940    | U-Boot-Tender                   |              |
|                 |              | Artilerists          | 1927–1940    | Hilfsschiff                     |              |
| Goliat-Klasse   | A-18         | Pērkons              | 1993–2011    | Schlepper                       |              |
| Nyryad-I-Klasse | A-51 (A 101) | Līdaka (ex-Gefests)  | 1992–?       | Taucherunterstützungsschiff     |              |
| Vidar-Klasse    | A-53 (N 53)  | Virsaitis (ex-Vale)  | seit 2003    | Kommando- und Versorgungsschiff |              |
| Buyskes-Klasse  | A-90 (A904)  | Varonis (ex-Buyskes) | seit 2004    | Kommando- und Versorgungsschiff |              |

## Küstenwache
| Einheiten der Küstenwache | Einheiten der Küstenwache     | Einheiten der Küstenwache          | Einheiten der Küstenwache | Einheiten der Küstenwache | Einheiten der Küstenwache |
| Klasse                    | Schiffe                       | Schiffe                            | Schiffe                   | Typ                       | Bild                      |
| Klasse                    | Kennung                       | Name                               | Dienstzeit00              | Typ                       | Bild                      |
| ------------------------- | ----------------------------- | ---------------------------------- | ------------------------- | ------------------------- | ------------------------- |
| Ribnadzor-Klasse          | KA-02 KA-03                   | Spulga Komēta                      | 1992–2000 1992–2007       |                           |                           |
|                           | KA-04                         | Sams                               | 1992–1998                 | ex-Fischkutter            |                           |
| Projekt 161               | KA-05                         | Gauja                              |                           |                           |                           |
| Projekt 371U              |                               | KA-10 KA-11                        |                           |                           |                           |
| Projekt 1398              | KA-12                         | Granāta                            |                           |                           |                           |
|                           | KA-01 KA-06 KA-07 KA-08 KA-09 | Kristaps Gaisma Ausma Saule Klints | seit 1993 seit 1994       | SAR-Schiff                |                           |
|                           | KA-14                         | Astra                              | seit 2001                 |                           |                           |